# Менінгокок
Менінгокок (лат. Neisseria meningitidis) — збудник антропонозної менінгококової інфекції, найтяжчим проявом якої є гнійний менінгіт і менінгококцемія.

## Історичні відомості
Хоча в 1884 році італійські лікарі Е. Маркіафава та А. Челлі знайшли диплокока у спинномозковій рідині при розтині померлого від менінгіту, однак пов'язав збудника із виникненням менінгіту австрійський бактеріолог А. Вексельбаум, який в 1887 році в 6 випадках менінгіту виявив та описав менінгокок під назвою «внутрішньоклітинний менінгітний диплокок». У 1898 році американський дослідник Н. Гвін виявив цього диплокока в крові. У 1901 році австрійські вчені Г. Альбрехт та А. Гон отримали збудника у чистій культурі, докладно вивчили його властивості.

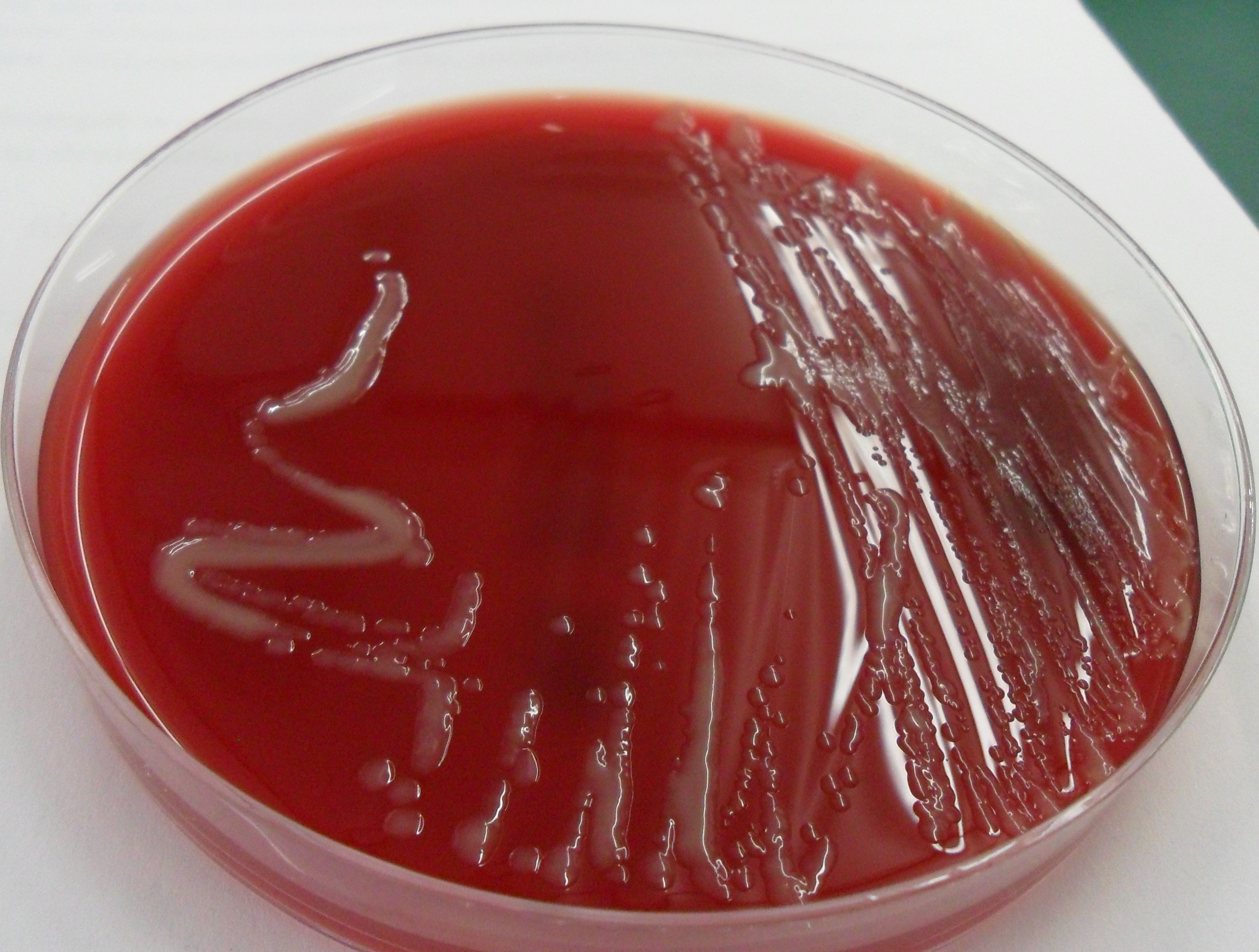
Колонії менінгокока на кров'яному агарі.

## Морфологія та фізіологія
Менінгококи мають форму боба або зерна кави. В мазку з тканин розташовуються попарно, переважно внутрішньоклітинно. Іноді мають круглу форму та розташовані тетрадами або короткими ланцюжками. Розміри від 0,5 до 1 мкм. Їх добре забарвлюють анілінові барвники. Грам-негативні, спор не утворюють, джгутиків не мають. Оскільки ці бактерії ведуть паразитичний спосіб життя, у лабораторних умовах вони дуже вимогливі до поживних середовищ. Оптимальною температурою є 37°С, рН 7,5. Поживне середовище повинно містити тваринний білок (кров, спинномозкову або асцитичну рідину). Утворюють колонії діаметром до 3 мм, округлої форми, блискучі, матові усередині та прозорі по краях. Можуть утворювати два типи колоній — гладенькі S-варіанти та шероховаті R-варіанти. Менінгококи мають слабкі ферментативні властивості, розкладають глюкозу та мальтозу без утворення газу, молоко не згортають, гемоліз не спричинюють, желатин не розкладають.
Менінгокок гине при температурі 55°С через 3—5 хвилин, під впливом 1 % розчину фенолу — за хвилину. При висушуванні при кімнатній температурі гине через 3 години, при 6°С — через 3 — 5 діб.

## Токсини та антигени
Менінгококи не утворюють екзотоксинів, але при руйнуванні їх клітин вивільняється ендотоксин, який має високу термостабільність (не руйнується при 120°С упродовж 30 хвилин). Ендотоксин зумовлює значне зменшення числа кров'яних пластинок, лейкоцитів, зниження фракції С3 комплементу, порушення коагулюючої системи крові, тромбози, пошкодження кровоносних судин, геморагічні некрози, гарячку, артеріальну гіпотонію, йому також притаманна різко виражена сенсибілізуюча дія. Ендотоксин менінгокока в 5-10 разів сильніший від ендотоксину представників сімейства кишкових бактерій. Крім того до факторів вірулентності менінгокока належать капсула, мікроворсинки, протеази, що знешкоджують людські секреторні IgA та дають можливість збуднику проходити внутрішньоклітинно.
Мають три антигени, перший є спільним для усіх менінгококів і має назву С-субстанція. Другий — білкової природи (Р-протеїн-субстанція), також є у всіх серогруп менінгокока. Третій антиген є поліцукридом і визначає типоспецифічні властивості збудників. За реакцією аглютинації та адсорбції аглютининів менінгококи поділяються на сьогодні на 13 серогруп: А, В, С, D, H, I, K, L, M, X, Y, Z, 29E, W135. З них представники серогруп А, В, С, Y та W135 відповідальні за розвиток абсолютної більшості випадків та епідемій менінгококової інфекції. Менінгококи окрім серогруп класифікують на 20 серотипів, 10 підтипів та 13 імунотипів. Представники деяких серогрупп N. meningitidis мають спільні антигени з іншими мікроорганізмами (наприклад, менінгококи серогрупи А з E. coli), що, як вважають, може формувати певну резистентність людей до менінгококів.